# Skyline, Alabama
Skyline là một thị trấn thuộc quận Jackson, tiểu bang Alabama, Hoa Kỳ. Dân số năm 2009 là 877 người, mật độ đạt 85 người/km².